# HD 96407
HD 96407，又名CD-50 5686，SAO 238763、HR 4318，是一颗恒星，视星等为6.3，位于銀經286.62，銀緯8.29，其B1900.0坐标为赤經11h 1m 38.3s，赤緯-50° 8.29′ 14″。